# Ayagama Division
Ayagama Division är en division i Sri Lanka.   Den ligger i distriktet Ratnapura District och provinsen Sabaragamuwa, i den södra delen av landet, 60 km sydost om huvudstaden Colombo. Antalet invånare är 30 584.